# Risk (álbum)
Risk —en español: Riesgo— es el octavo álbum de estudio de la banda norteamericana de heavy metal, Megadeth lanzado en el año 1999. Risk sería el último álbum de Marty Friedman como guitarrista de la banda estadounidense. Este álbum es el primero en ser grabado con el baterista Jimmy DeGrasso. Megadeth tomó un "riesgo" (Risk) al cambiar el sonido de la banda en este álbum.

## Historia
Risk siguió al lanzamiento de la banda en 1997, Cryptic Writings, que según Nielsen Soundscan, había vendido 850 000 copias y ganó elogios de los programadores de radio de rock. Refiriéndose al próximo disco, Rob Gordon, vicepresidente de mercadotecnia de Capitol Records, declaró que "antes del último disco, tal vez habíamos tenido una pista en la radio rock, y habría terminado. Con este disco, como el último , Creo que tendremos cuatro más de nuevo".
El cantante y guitarrista de la banda Dave Mustaine dijo en una declaración (en la época de Cryptic Writings) que gracias a canciones como «She Wolf» o «Vortex» se había despertado en él su amor al metal clásico y que para 1999 tenía intenciones de hacer el próximo álbum mitad Peace Sells y mitad Cryptic Writings. Sin embargo, luego de oír en una declaración de prensa un comentario del baterista de Metallica, Lars Ulrich, donde decía que él deseaba que Dave Mustaine tomara más riesgos en su música, todo cambió. Así entonces Dave se basó en aquel comentario para dar nombre al siguiente disco y cambiar su sonido hacia un estilo más hard rock. El disco no fue muy bien recibido por los fanáticos de Megadeth, salvo por algunas canciones como «Prince of Darkness» o «I'll Be There», el disco tiene grandes influencias mainstream como se puede ver en «Crush 'Em». Según Mustaine, también fue alentado a experimentar por el deseo de Marty Friedman de disfrutar de su sensibilidad pop. Por otro lado, el recién llegado Jimmy DeGrasso quería hacer un "disco pesado", a diferencia del resto de la banda que quería probar algo diferente. Como recuerda el bajista David Ellefson, el gerente de la banda, Bud Prager, les había dicho que necesitaban "hacer algo que haga que todos sus contemporáneos se golpeen la cabeza y digan: '¿Por qué no pensamos en eso'?". Otros fanáticos alegaron que era su mejor disco y que Megadeth había madurado musicalmente. De esta manera, el álbum tuvo críticas mixtas.
Megadeth eligió producir el álbum una vez más con Dann Huff en Nashville, satisfecho con el éxito de su disco anterior. La banda comenzó a escribir las canciones justo después de terminar la gira en apoyo de Cryptic Writings. Les llevó de cinco a seis semanas escribir las canciones, y fueron a Nashville en enero de 1999 para grabar el álbum. El proceso de grabación duró cuatro meses y, según Ellefson, fue un "largo recorrido". La edición original estadounidense del álbum fue lanzada como un CD mejorado, y presentó un breve documental sobre la creación del álbum como contenido adicional. Varias ediciones europeas del álbum contenían un "Disco sin riesgo" como elemento adicional, presentando una canción de cada uno de los seis álbumes principales anteriores de Megadeth. Por último, la versión japonesa del álbum incluye una pista extra, una versión instrumental de la cubierta del tema del videojuego Duke Nukem 3D. En 2004, se lanzó una versión remezclada y remasterizada del álbum, con tres pistas adicionales, siendo todas las mezclas diferentes de canciones en el álbum. La portada del remaster era notablemente diferente del original, presentando una escena del video musical de "Insomnia". La cara de Vic Rattlehead se puede ver en la trampa para ratones de esta portada, mientras que él no apareció en el original. Además, un par de pistas tienen duraciones de canción ligeramente diferentes: algunas más cortas, otras más largas, y la más notable es "I'll Be There", que cuenta con 53 segundos adicionales.

## Lista de canciones
| N.º | Título                  | Duración |  |
| 1.  | «Insomnia»              | 4:16     |  |
| 2.  | «Prince of Darkness»    | 6:26     |  |
| 3.  | «Enter the Arena»       | 0:43     |  |
| 4.  | «Crush 'Em»             | 4:54     |  |
| 5.  | «Breadline»             | 4:32     |  |
| 6.  | «The Doctor is Calling» | 5:44     |  |
| 7.  | «I'll Be There»         | 5:13     |  |
| 8.  | «Wanderlust»            | 5:48     |  |
| 9.  | «Ecstasy»               | 4:31     |  |
| 10. | «Seven»                 | 4:46     |  |
| 11. | «Time: The Beginning»   | 3:10     |  |
| 12. | «Time: The End»         | 2:41     |  |

### Versión japonesa
| N.º | Título             | Letras         | Música      | Duración |  |
| 13. | «Duke Nukem Theme» | (Instrumental) | Lee Jackson | 3:54     |  |

### 2004 bonus tracks
| N.º | Título                             | Letras           | Música             | Duración |  |
| 13. | «Insomnia» (Jeff Balding mix)      | Mustaine         | Mustaine           | 4:19     |  |
| 14. | «Breadline» (Jack Joseph Puig mix) | Mustaine, Prager | Mustaine, Pitrelli | 4:28     |  |
| 15. | «Crush 'Em» (Jock mix)             | Mustaine, Prager | Mustaine, Pitrelli | 5:10     |  |

## Créditos
- Dave Mustaine: vocalista y guitarra rítmica
- Marty Friedman: guitarra líder
- David Ellefson: bajo, coros
- Jimmy DeGrasso: batería

## Posicionamiento
Álbum
| Año  | Listas            | Posición |
| ---- | ----------------- | -------- |
| 1999 | The Billboard 200 | 16       |

Sencillos
| Año  | Sencillo    | Listas                 | Posición |
| ---- | ----------- | ---------------------- | -------- |
| 1999 | "Crush 'Em" | Mainstream Rock Tracks | 1        |
| 1999 | "Breadline" | Mainstream Rock Tracks | 1        |
| 1999 | "Insomnia"  | Mainstream Rock Tracks | 1        |